# Championnat national de tennis des États-Unis 1944
Pour un article plus général, voir US Open de tennis.
Résultats détaillés de l’édition 1944 du championnat de tennis US National qui est disputée du 30 août au 4 septembre 1944.

## Palmarès
| Tableau          | Vainqueurs                           | Vainqueurs | Score              | Finalistes                 | Finalistes          |
| ---------------- | ------------------------------------ | ---------- | ------------------ | -------------------------- | ------------------- |
| Simple dames     | Pauline Betz                         | États-Unis | 6-3, 8-6           | Margaret Osborne           | États-Unis          |
| Simple messieurs | Frank Parker                         | États-Unis | 6-4, 3-6, 6-3, 6-3 | Bill Talbert               | États-Unis          |
| Double dames     | Louise Brough Clapp Margaret Osborne | États-Unis | 4-6, 6-4, 6-3      | Pauline Betz Doris Hart    | États-Unis          |
| Double messieurs | Don McNeill Bob Falkenburg           | États-Unis | 7-5 6-4 3-6 6-1    | Bill Talbert Pancho Segura | États-Unis Équateur |
| Double mixte     | Margaret Osborne Bill Talbert        | États-Unis | 6-2, 6-3           | Dorothy Bundy Don McNeill  | États-Unis          |

## Simple dames
|  |                  |  |   |   |  |
|  | Finale           |  |   |   |  |
|  |                  |  |   |   |  |
|  |                  |  |   |   |  |
|  | Pauline Betz     |  | 6 | 8 |  |
|  | Pauline Betz     |  | 6 | 8 |  |
|  | Margaret Osborne |  | 3 | 6 |  |

## Double dames
|  |                                |  |   |   |   |
|  | Finale                         |  |   |   |   |
|  |                                |  |   |   |   |
|  |                                |  |   |   |   |
|  | Louise Brough Margaret Osborne |  | 4 | 6 | 6 |
|  | Louise Brough Margaret Osborne |  | 4 | 6 | 6 |
|  | Pauline Betz Doris Hart        |  | 6 | 4 | 3 |

## Double mixte
|  |                               |  |   |   |  |
|  | Finale                        |  |   |   |  |
|  |                               |  |   |   |  |
|  |                               |  |   |   |  |
|  | Margaret Osborne Bill Talbert |  | 6 | 6 |  |
|  | Margaret Osborne Bill Talbert |  | 6 | 6 |  |
|  | Dorothy Bundy Don McNeill     |  | 2 | 3 |  |